# Phyllopodium bracteatum
Phyllopodium bracteatum är en flenörtsväxtart som beskrevs av George Bentham. Phyllopodium bracteatum ingår i släktet Phyllopodium och familjen flenörtsväxter. Inga underarter finns listade i Catalogue of Life.